# ファーウェル
ファーウェル（Farwell、1956年 - ?）はブラジルの競走馬。ブラジル競馬史上最強馬の一頭。父はバーファム、母はマリル、毛色は黒鹿毛。
2歳時にジュリアーノ・マルティンス大賞を制すとそのままデビュー以来の無敗で三冠（サンパウロ地区）を達成。翌年の第28回ブラジル大賞では1歳上の三冠馬でアルゼンチンのカルロスペルグリニ大賞と5月25日大賞を制し凱旋帰国していたエスコリアルを破った。このためブラジルではエスコリアルよりも評価が高く、史上最強馬とされることも多いが、反面国内無敗だったにもかかわらずアルゼンチンに遠征した2戦はともに2着に敗れている。種牡馬としては生殖能力がなかったため産駒を残すことはなかった。

## 競走成績
17戦15勝2着2回
- 1958/1959年（5戦5勝）
  - 1着 - ジュリアーノ・マルティンス大賞、アンテノール・ラーラ・カンポス大賞
- 1959/1960年（9戦8勝）
  - 1着 - イピランガ大賞、ダービーパウリスタ大賞、コンサグラサン大賞
  - 2着 - 5月25日大賞
- 1960/1961年（3戦2勝）
  - 1着 - ブラジル大賞、サンパウロ大賞
  - 2着 - カルロスペルグリニ大賞

## 血統表
| ファーウェルの血統Hyperion系 / Chaucer 4×5=9.38%, Phalaris 4×5=9.38%, Hurry on 4×5=9.38%, Verve 4×5=9.38%, Gondolette 5×5=6.25% | ファーウェルの血統Hyperion系 / Chaucer 4×5=9.38%, Phalaris 4×5=9.38%, Hurry on 4×5=9.38%, Verve 4×5=9.38%, Gondolette 5×5=6.25% | ファーウェルの血統Hyperion系 / Chaucer 4×5=9.38%, Phalaris 4×5=9.38%, Hurry on 4×5=9.38%, Verve 4×5=9.38%, Gondolette 5×5=6.25% | （血統表の出典） | （血統表の出典） |
| 父 Burpham 鹿毛 1946年 | 父の父Hyperion 栗毛 1930年 | Gainsborough | Bayardo          | Bayardo          |
| 父 Burpham 鹿毛 1946年 | 父の父Hyperion 栗毛 1930年 | Gainsborough | Rosedrop         |                  |
| 父 Burpham 鹿毛 1946年 | 父の父Hyperion 栗毛 1930年 | Selene | Chaucer          | Chaucer          |
| 父 Burpham 鹿毛 1946年 | 父の父Hyperion 栗毛 1930年 | Selene | Serenissima      |                  |
| 父 Burpham 鹿毛 1946年 | 父の母Trouble 鹿毛 1939年 | Caerleon | Phalaris         | Phalaris         |
| 父 Burpham 鹿毛 1946年 | 父の母Trouble 鹿毛 1939年 | Caerleon | Canyon           |                  |
| 父 Burpham 鹿毛 1946年 | 父の母Trouble 鹿毛 1939年 | Doublure | Comedy King      | Comedy King      |
| 父 Burpham 鹿毛 1946年 | 父の母Trouble 鹿毛 1939年 | Doublure | Rhona            |                  |
| 母 Marilu 黒鹿毛 1949年 | 母の父Wood Note 鹿毛 1942年 | Bois Roussel | Vatout           | Vatout           |
| 母 Marilu 黒鹿毛 1949年 | 母の父Wood Note 鹿毛 1942年 | Bois Roussel | Plucky Liege     |                  |
| 母 Marilu 黒鹿毛 1949年 | 母の父Wood Note 鹿毛 1942年 | Cradle Song | Hurry On         | Hurry On         |
| 母 Marilu 黒鹿毛 1949年 | 母の父Wood Note 鹿毛 1942年 | Cradle Song | Verve            |                  |
| 母 Marilu 黒鹿毛 1949年 | 母の母Tower Bridge 栗毛 1942年                                                                                                  | Gold Bridge | Golden Boss      | Golden Boss      |
| 母 Marilu 黒鹿毛 1949年 | 母の母Tower Bridge 栗毛 1942年                                                                                                  | Gold Bridge | Flying Diadem    |                  |
| 母 Marilu 黒鹿毛 1949年 | 母の母Tower Bridge 栗毛 1942年                                                                                                  | Firenze | Sansovino        | Sansovino        |
| 母 Marilu 黒鹿毛 1949年 | 母の母Tower Bridge 栗毛 1942年                                                                                                  | Firenze | Himera F-No.7-e  |                  |